# Velika nagrada ZDA 1979
Velika nagrada ZDA 1979 je bila petnajsta in zadnja dirka Svetovnega prvenstva Formule 1 v sezoni 1979. Odvijala se je 7. oktobra 1979.

## Poročilo

### Pred dirko
Jody Scheckter je že pred to dirko osvojil naslov prvaka v sezoni 1979, podobno kot tudi njegovo moštvo, Ferrari, med konstruktorji. To je za zdaj edini naslov za Južno Afriko (in zadnji dirkaški za Ferrariji do sezone 2000, ko je podobno uspelo Michaelu Schumacherju).

### Petkov trening
V petek je bil dež ves dan tako močan, da je le nekaj dirkačev zapeljalo na stezo, še manj pa jih je resno poskusilo postaviti dober čas. Od šestih, ki so postavili čas, je bil najhitrejši Gilles Villeneuve z ogromno prednostjo enajstih sekund. Scheckter, drugi najhitrejši, je kljub svoji jezi, Kanadčanu zavidal neverjetno predstavo v teh pogojih.

### Kvalifikacije
Ker je bilo v soboto vreme sončno je bilo jasno, da petkovi časi za kvalifikacije ne pomenijo nič. Alan Jones z Williamsom je bil vseskozi v vodstvu. Končal je s prednostjo 1,3 sekunde pred Nelsonom Piquetom z Brabhamom, za katerega je bil to prvi nastop na Watkins Glenu. Svetovni prvak Scheckter je po težavah z motorjem in prometom na stezi z rezervnim dirkalnikom končal le na šestnajstem mestu, mesto pred ameriškim favoritom, Mariom Andrettijem.

### Dirka
Za nedeljo je bila napovedana petdeset odstotna možnost dežja in dvajset minut pred štartom je res začelo deževati. Dovolj, da je dodobra namočilo stezo in prisililo vse dirkače, razen dveh, da so štartali z dežnimi pnevmatikami. Ta dva sta bila Nelson Piquet, ki je tvegal kljub dobrem štartnem položaju, in Mario Andretti, ki je štartal kot sedemnajsti in ni imel česa izgubiti.
Štart je bil kljub razmeram uspešen, le Piquet je s pnevmatikami za suho stezo zaostal. Scheckter je previdno šel v prvi ovinek po zunanji liniji, toda zrinjen je bil na travo, tako da je moral počakati prav vse, preden je lahko zapeljal nazaj na stezo. Keke Rosberg se je zavrtel, a se mu je uspelo vrniti, toda Bruno Giacomelli, ki je bil za njim, je med umikanjem Fincu zapeljal s steze in moral odstopiti. Po prvem krogu je bil vrstni red Villeneuve, Jones, Carlos Reutemann, Jacques Laffite, Jean-Pierre Jabouille, Clay Regazzoni, René Arnoux, Didier Pironi, John Watson in Jean-Pierre Jarier. Po drugem krogu je imel Villeneuve že pet sekund prednosti.
V tretjem krogi se je Jacky Ickx, v svoji zadnji dirki kariere, z Ligierom prebil s 24. že na 12. mesto. Toda ko se je približal Dereku Dalyju s Tyrrellom, je v ovinku pred vhodom v bokse vanj rahlo trčil in moral odstopiti. Na istem mestu se je krog kasneje zavrtel tudi njegov moštveni kolega, Jacques Laffite, ki je pred tem držal peto mesto. Reutemann je v sedmem krogu trčil v ogrado zaradi okvare na dirkalniku. Drugi Lotus, ki ga je vozil Andretti, je moral pnevmatike za suho stezo zamenjati z dežnimi. Iz boksov se je vrnil na 20. mesto, toda že kmalu je odstopil, ker je njegov menjalnik obtičal v četrti prestavi.
Razlika med Villeneuvom in Jonesom se je spreminajla, Regazzoni pa je že kar močno zaostajal na tretjem mestu. Ko je dež postal močnejši, so Michelinove pnevmatike, ki jih je uporabljal Ferrari, delovale bolje; ko pa je dež nekoliko ponehal, pa je bil v prednosti Williams s pnevmatikami Goodyear. V 20. krogu je Scheckter, ki se je z zadnjega prebil že na tretje mesto, zapeljal v bokse in zamenjal dežne pnevmatike za pnevmatike za suho stezo, kar je storil tudi Regazzoni. Scheckter je kasneje povedal, da je bilo še prekmalu, saj je po štartno-ciljni ravnini močno drsel, toda primerjava časov z Villeneuvom je pomagala Ferrarijevim strategom, da so se odločili, kdaj bodo na menjavo pnevmatik poklicali še Gillesa.
V 21. krogu je Rosberg ujel Pironija in ga napadel po notranji strani, toda pripeljal je prehitro in zdrsnil, pri tem pa je s seboj odnesel tudi Tyrrella. Pironi je lahko nadaljeval, Rosberg pa je zapeljal le v bokse in odstopil s poškodovanim menjalnikom. V 25. krogu je že večina dirkalnikov dirkala z gumami za suho stezo, razen prvih treh dirkačev, Villeneuva, Jonesa in Arnouxa. Ko se je steza sušila je Jones zmanjševal razliko do Villeneuva, zdaj tudi po dve sekundi na krog. Do 31. kroga sta bila že skupaj, kmalu za tem pa je bil Jones že v vodstvu. Po dveh krogih je imel že 3,1 sekunde prednosti. Villeneuve je v 34. krogu zamenjal pnevmatike in se vrnil 39.5 sekunde za Jonesom.
Williamsova ekipa se je v 37. krogu pripravila za Jonesa, ki je tudi zapeljal na postanek. Po nekaj težavah z zadnjo desno pnevmatiko, je že izgledalo, da je težava rešena in glavni mehanik je dal Jonesu signal za speljevanje, med tem pa je mehanik na zadnjem desnem kolesu vpil, da še ni končal. Jones je vseeno speljal in na začetku nasprotne ravnine je kolo odpadlo, Jones pa je ustavil ob progi in besnel.
Villeneuve je zdaj vodil pred Scheckterjem že skoraj za krog. Arnoux je po menjavi pnevmatik padel na peto mesto, toda že po dveh krogih mu je uspelo prehiteti Dalyja in Pironija. V 48. krogu je Scheckter opazil, da njegov dirkalnik zanaša in sklepal je, da ima počeno pnevmatiko. Kljub temu je vztrajal še en krog, toda ni mogel več priti niti do boksov, tako da je ostalo v dirki le še devet dirkačev. Daly, ki je bil na četrtem mestu, se je zavrtel in obtičal v pesku, Piquet pa je po več najhitrejših krogih na dirki, ko je lovil Johna Watsona, le pet krogov pred koncem odstopil s polomljeno pogonsko gredjo.
Villeneuve zdaj le še križaril do cilja, tako da sta Elio de Angelis in Hans Stuck lahko prišla spet v isti krog z vodilnim Kanadčanom, ki je vseeno pripeljal v cilj s prednostjo 48-ih sekund pred Arnouxom. Kasneje je Villeneuve povedal, da se je zadnjih 25 krogov boril z majhnim pritiskom olja. Ameriški Shadow se je veselil četrtega mesta de Angelisa, kar so bile njegove edine točke sezone. Za Villeneuva je bila to tretja zmaga, s čimer se je izenačil s prvakom Scheckterjem v tej sezoni. Ob tem pa si je tudi zagotovil drugo mesto v prvenstvu, ki je bilo tako popolno za Ferrari (konstruktorski naslov in prvi mesti v prvenstvu).

## Dirka
| Poz | Št | Dirkač                | Konstruktor     | Krogi | Čas/Odstop  | Št. m. | Toč |
| --- | -- | --------------------- | --------------- | ----- | ----------- | ------ | --- |
| 1   | 12 | Gilles Villeneuve     | Ferrari         | 59    | 1:52:17,734 | 3      | 9   |
| 2   | 16 | René Arnoux           | Renault         | 59    | + 48,787 s  | 7      | 6   |
| 3   | 3  | Didier Pironi         | Tyrrell-Ford    | 59    | + 53,199 s  | 10     | 4   |
| 4   | 18 | Elio de Angelis       | Shadow-Ford     | 59    | + 1:30,512  | 20     | 3   |
| 5   | 9  | Hans Joachim Stuck    | ATS-Ford        | 59    | + 1:41,259  | 14     | 2   |
| 6   | 7  | John Watson           | McLaren-Ford    | 58    | +1 krog     | 13     | 1   |
| 7   | 14 | Emerson Fittipaldi    | Fittipaldi-Ford | 54    | +5 krogov   | 23     |     |
| Ods | 6  | Nelson Piquet         | Brabham-Ford    | 53    | Prenos      | 2      |     |
| Ods | 33 | Derek Daly            | Tyrrell-Ford    | 52    | Zavrten     | 15     |     |
| Ods | 11 | Jody Scheckter        | Ferrari         | 48    | Pnevmatika  | 16     |     |
| Ods | 29 | Riccardo Patrese      | Arrows-Ford     | 44    | Vzmetenje   | 19     |     |
| Ods | 27 | Alan Jones            | Williams-Ford   | 36    | Pnevmatika  | 1      |     |
| Ods | 22 | Marc Surer            | Ensign-Ford     | 32    | Motor       | 21     |     |
| Ods | 28 | Clay Regazzoni        | Williams-Ford   | 29    | Trčenje     | 5      |     |
| Ods | 5  | Ricardo Zunino        | Brabham-Ford    | 25    | Zavrten     | 9      |     |
| Ods | 15 | Jean-Pierre Jabouille | Renault         | 24    | Motor       | 8      |     |
| Ods | 20 | Keke Rosberg          | Wolf-Ford       | 20    | Trčenje     | 12     |     |
| Ods | 8  | Patrick Tambay        | McLaren-Ford    | 20    | Motor       | 22     |     |
| Ods | 4  | Jean-Pierre Jarier    | Tyrrell-Ford    | 18    | Trčenje     | 11     |     |
| Ods | 1  | Mario Andretti        | Lotus-Ford      | 16    | Menjalnik   | 17     |     |
| Ods | 2  | Carlos Reutemann      | Lotus-Ford      | 6     | Zavrten     | 6      |     |
| Ods | 26 | Jacques Laffite       | Ligier-Ford     | 3     | Zavrten     | 4      |     |
| Ods | 25 | Jacky Ickx            | Ligier-Ford     | 2     | Zavrten     | 24     |     |
| Ods | 35 | Bruno Giacomelli      | Alfa Romeo      | 0     | Zavrten     | 18     |     |
| DNQ | 36 | Vittorio Brambilla    | Alfa Romeo      |       |             |        |     |
| DNQ | 30 | Jochen Mass           | Arrows-Ford     |       |             |        |     |
| DNQ | 17 | Jan Lammers           | Shadow-Ford     |       |             |        |     |
| DNQ | 31 | Hector Rebaque        | Rebaque-Ford    |       |             |        |     |
| DNQ | 19 | Alex Ribeiro          | Fittipaldi-Ford |       |             |        |     |
| DNQ | 24 | Arturo Merzario       | Merzario-Ford   |       |             |        |     |